# Andreas Preining
Andreas "Andy" Preining (25 de noviembre de 1954) es un expiloto de motociclismo austríaco.

## Biografía
Preining destacó como piloto en carreras nacionales a principios de los años 80 y dio el salto a la Campeonato del Mundo de Motociclismo en 1985. Fue conocido por ser esponsorizado por la revista para adultos OKM con una Rotax y estuvo acompañado por la actriz porno Dolly Buster. 
realizó la mayor parte de su carrera en Rotax y, en los últimos años, cambió por Aprilia. En 1989 se vio indirectamente relacionado con la muerte de Iván Palazzese. El venezolano colisionó contra la motocicleta de Preining y, mientras se levantaba del suelo, fue arrollado por Bruno Bonhuil y Fabio Barchitta, muriendo instantáneamente. En 1990, el piloto de Honda del Team Tech3 sustituye a Dominique Sarron y acaba quinto en GP de los Países Bajos en el que es su mejor posición en su carrera. Pone punto y fin a su carrera en 1994 con Aprilia.

## Resultados

### Campeonato del Mundo de Motociclismo

#### Carreras por año
Sistema de puntos desde 1969 a 1987:
| Posición | 1.º | 2.º | 3.º | 4.º | 5.º | 6.º | 7.º | 8.º | 9.º | 10.º |
| Puntos   | 15  | 12  | 10  | 8   | 6   | 5   | 4   | 3   | 2   | 1    |

Sistema de puntos desde 1988 a 1992:
| Posición | 1.º | 2.º | 3.º | 4.º | 5.º | 6.º | 7.º | 8.º | 9.º | 10.º | 11.º | 12.º | 13.º | 14.º | 15.º |
| Puntos   | 20  | 17  | 15  | 13  | 11  | 10  | 9   | 8   | 7   | 6    | 5    | 4    | 3    | 2    | 1    |

(Carreras en negrita indica pole position, carreras en cursiva indica vuelta rápida)
| Año  | Clase | Equipo  | Moto    | 1      | 2      | 3       | 4       | 5       | 6       | 7       | 8       | 9       | 10      | 11     | 12      | 13     | 14      | Pts. | Pos. |
| ---- | ----- | ------- | ------- | ------ | ------ | ------- | ------- | ------- | ------- | ------- | ------- | ------- | ------- | ------ | ------- | ------ | ------- | ---- | ---- |
| 1986 | 250cc | Rotax   | ESP -   | NAT -  | GER -  | AUT 15  | YUG Ret | NED Ret | BEL -   | FRA -   | GBR -   | SWE -   | RSM -   | BDN -  |         |        |         | 0    | -    |
| 1987 | 250cc | Yamaha  | JAP -   | ESP -  | GER 13 | NAT 16  | AUT DNQ | YUG -   | NED 30  | FRA 14  | GBR -   | SWE 20  | CZE Ret | RSM -  | POR -   | BRA -  | ARG -   | 0    | -    |
| 1988 | 250cc | Aprilia | JAP -   | USA -  | ESP -  | EXP -   | NAT Ret | GER 16  | AUT -   | NED 17  | BEL -   | YUG 17  | FRA -   | GBR -  | SWE Ret | CZE 31 | BRA -   | 0    | -    |
| 1989 | 250cc | Aprilia | JPN 27  | AUS 32 | USA -  | SPA 17  | NAT 22  | GER Ret | AUT 24  | YUG 14  | NED 17  | BEL 20  | FRA 20  | GBR 21 | SWE 14  | CZE 33 | BRA -   | 4    | 38.º |
| 1990 | 250cc | Rotax   | JPN Ret | USA 9  | SPA 12 | NAT Ret | GER DNS | AUT 17  | YUG 11  | NED 5   | BEL Ret | FRA 15  | GBR 17  | SWE 16 | CZE 14  | HUN 19 | AUS Ret | 30   | 18.º |
| 1991 | 250cc | Rotax   | JPN 19  | AUS 7  | USA 6  | SPA Ret | ITA 9   | GER 6   | AUT Ret | EUR 13  | NED 20  | FRA 12  | GBR 22  | RSM 13 | CZE 9   | VDM 9  | MAL DNS | 60   | 11.º |
| 1992 | 250cc | Honda   | JPN Ret | AUS 7  | MAL 11 | SPA Ret | ITA 20  | EUR 11  | GER 11  | NED Ret | HUN 13  | FRA Ret | GBR 14  | BRA 10 | RSA 10  |        |         | 6    | 16.º |
| 1993 | 250cc | Aprilia | AUS Ret | MAL 14 | JPN 11 | SPA 15  | AUT 10  | GER Ret | NED 13  | EUR 9   | RSM 23  | GBR Ret | CZE Ret | ITA 13 | USA Ret | FIM 13 |         | 30   | 17.º |
| 1994 | 250cc | Aprilia | AUS 12  | MAL 13 | JPN 21 | SPA Ret | AUT 12  | GER 13  | NED Ret | ITA 12  | FRA 21  | GBR Ret | CZE 10  | USA 11 | ARG Ret | EUR 15 |         | 30   | 15.º |